# Call of Juarez: Gunslinger
Call of Juarez: Gunslinger (deutsch: Revolverheld) ist ein Ego-Shooter des polnischen Entwicklerstudios Techland und der vierte Teil der Call-of-Juarez-Reihe. Das Spiel kehrt thematisch, im Gegensatz zum Vorgänger The Cartel, wieder zur Western-Thematik zurück. Erstmals vorgestellt wurde es auf der Penny Arcade Expo 2012 und schließlich im Mai 2013 von Ubisoft als Download-Titel veröffentlicht. Ebenfalls im Gegensatz zum Vorgänger der Reihe, welcher von Kritikern geschmäht wurde, fielen die Kritiken bei Gunslinger sehr wohlwollend aus. Als Spieler folgt man der Lebensgeschichte des Kopfgeldjägers Silas Greaves, wobei gerade die Inszenierung und Erzählweise der Handlung gelobt wurde.
Im April 2018 erwarb Techland die Rechte an der Marke Call of Juarez von Ubisoft zurück.

## Handlung
1910 verschlägt es den gealterten, aber weiterhin legendären Kopfgeldjäger Silas Greaves nach Abilene in Kansas. Auf seinem Ross wirkt er zu dieser Zeit, die Motorisierung ist bereits eingetreten, schon wie ein Relikt aus alten Zeiten. Er betritt einen Saloon und stellt sich unter seinem Namen vor. Dies weckt sofort das Interesse und die Neugier der Anwesenden, die ihn drängen, Geschichten aus seinem Leben zu erzählen, worauf er, im Austausch für Freigetränke, zustimmt.
Die Zuhörer sind der Wirt Ben, die Tänzerin Molly, die Gäste Steve und Jack und der junge Dwight, der sich am Ende des Spiels als der spätere Präsident Dwight D. Eisenhower zu erkennen gibt, der gerade auf dem Weg zur Militärakademie West Point ist. Jack fragt Greaves skeptisch, ob überhaupt eine seiner Geschichten wahr sei, worauf dieser nur kurz mit „Ein paar“ antwortet. Greaves Erzählung beginnt 30 Jahre früher, als er sich 1880 während des Lincoln-County-Rinderkriegs Billy the Kid anschloss, weil Greaves Erzfeind „mit Billys Feinden ritt“. Der Spieler stellt nun in einzelnen Levels Greaves Erzählung nach. Am Ende der Belagerung auf der Farm in Stinking Springs am 23. Dezember 1880 trifft Greaves auf Pat Garrett. Dwight kennt die Geschichte aus einem Groschenroman und erzählt, wie sich Greaves und Garrett in einem Duell gegenüberstanden. Greaves lacht und widerlegt die Behauptung, die Handlung spielt zurück und der Spieler erfährt, dass Greaves hinterrücks von Garrett niedergeschlagen wurde.
Er erwähnt auch, wie er zu seinem Leben kam, was ihn zum Revolverhelden und Kopfgeldjäger machte. Als Jugendlicher begleitete er 1868 seine beiden älteren Brüder bei einem Rindertreck. Während der Reise nimmt er in einem Saloon in jugendlichem Übermut drei Strauchdiebe beim Pokerspiel aus. Unter dem Geldgewinn befindet sich sogar eine alte spanische Münze. Die drei Brüder setzen am nächsten Tag ihre Reise fort, unwissend, dass sie von den Kerlen aus dem Saloon verfolgt werden, die danach trachten, sich für die Demütigung beim Spiel durch den Knaben zu rächen. Nachdem sie eingeholt wurden, finden sich die Brüder letztlich mit Stricken um den Hals, auf ihren Pferden sitzend, unter einem Baum wieder. Einer der Halunken, Roscoe „Bob“ Bryant steckt Silas dabei noch voller Hohn die spanische Münze in den Mund, damit es nicht hieße, er hätte ihm nichts gelassen. Ein Schuss ertönt und die Brüder baumeln am Galgen, während ihre Henker weiter ziehen. Nach einer Weile bricht der Ast, und die Brüder fallen zu Boden. Nur Silas überlebte mit Mühe und Not. Da sie größer und schwerer waren, waren seine Brüder bereits tot. Vor Wut schwor Silas Rache an den Mördern seiner Brüder.
Gemeinsam mit Billy the Kid wird Greaves in Lincoln inhaftiert. Hier behauptet Greaves, Sheriff Bob Ollinger wurde im April 1881 nicht von Billy mit seiner eigenen Schrotflinte erschossen, sondern von Greaves selbst in einem Duell getötet. Da sich sein „Erzfeind“ Bob „Old Man“ Clantons „Cowboys“ angeschlossen hatte, stellt Greaves zuerst Clanton im Guadalupe Canyon im Arizona-Territorium und kurz darauf den Rest der Gang mit dem neuen Anführer „Curly Bill“ Brocius in einem Sägewerk in Iron Springs in Arizona. Er findet zwar Bob nicht, jedoch einige Monate später im West Turkey Creek Canyon mit Johnny Ringo einen weiteren Mörder seiner Brüder, den Greaves ebenfalls im Duell tötet.
Um seine Suche nach den beiden weiteren Mördern seiner Brüder finanzieren zu können, arbeitet Greaves von da an als Kopfgeldjäger. Er spürt Henry Plummer und dessen „Innocents“ in einer Goldmine in Bannack im US-Bundesstaat Montana auf und stellt John Wesley Hardin in Abilene – in exakt dem Saloon, in dem er gerade sitzt. Nur Grey Wolf, ein Medizinmann der Chiricahua-Apachen entkommt ihm. In Coffeyville trifft er auf die Dalton-Brüder, als diese dort gerade zwei Banken ausrauben. Der Spieler muss die Geschichte drei Mal nachspielen, da zuerst Bob, dann Dwight und zuletzt Greaves ihre Version der Geschichte erzählen, von denen Greaves Schilderung der Wahrheit am nächsten kommt. Nachdem Greaves den Brüdern aus der Stadt folgt, muss er sich zuerst Emmett stellen, der ihn mit einer Schrotflinte bedroht. Einige Tage später folgt er Robert und Grattan mit der örtlichen Bürgerwehr in einen Sumpf und steht den Brüdern am Ende gleichzeitig in einem Duell gegenüber.
Als er endlich wieder Bobs Spur aufnimmt, führt ihn diese zu Butch Cassidys Wild Bunch. Bei einem Eisenbahnraub im Juni 1899 in der Nähe von Wilcox in Wyoming trifft er aber nur auf George „Flat-Nose“ Curry. Nachdem sich Butch Cassidy und Sundance Kid nach Südamerika absetzten, verhindert Greaves einen weiteren Eisenbahnraub durch The Wild Bunch. Deren neuer Anführer Harvey „Kid Curry“ Logan teilt Greaves kurz vor seinem Tod noch mit, dass sich Bob mit Butch und Sundance nach Südamerika abgesetzt hätte.
Silas Greaves konzentriert seine Suche nun auf den dritten Mörder Jim Reed. Dieser kann gemeinsam mit Jesse James Greaves noch knapp entkommen. Jesse James Bruder Frank James verrät Greaves jedoch kurz darauf Reeds Versteck, wo Greaves ihn in einem Duell töten kann. Silas Greaves' Schilderungen werden zunehmend abgehobener, und er verstrickt sich immer mehr in Widersprüche und Unglaubwürdigkeiten. Dies führt bei den Zuhörern zu Ungemach, auch zu Zweifeln, ob man es überhaupt mit dem echten Silas Greaves zu tun habe oder nur mit einem Säufer, der ihnen Räuberpistolen erzählt. Vor allem als er erzählt wie ihm alle von ihm getöteten Männer noch einmal als Geister auf einem alten Friedhof gegenüberstehen, wo er sich am Ende auch Butch Cassidy und Sundance Kid in einem Mexican Standoff gegenübersieht. Als er daher entschieden dazu aufgefordert wird, den Saloon zu verlassen, gibt er sich zu erkennen und nennt den Grund für seinen Aufenthalt. Er holt die alte spanische Münze hervor, die er seit Jahren um seinen Hals getragen hat, und hält sie dem Wirt Ben unter die Augen. Dieser reagiert darauf mit Entsetzen. In dem alten Wirt erkannte er Roscoe „Bob“ Bryant, den letzten der Mörder wieder, erzählte jedoch, um sicherzugehen sowie die Reaktionen des Wirtes zu beobachten. Dieser bedauert die Taten seiner Jugend und meint, längst ein anderer Mensch zu sein.
Nun bietet das Spiel zwei Möglichkeiten. Silas kann weiterhin dem Pfad der Rache folgen. Er bietet dem Wirt Revolver an, damit es nicht hieße, er würde einen Unbewaffneten erschießen, und nimmt seine Rache. Oder er entschließt sich nun zur Vergebung. Beides zieht verschiedene Enden nach sich.

## Spielprinzip
Als Ego-Shooter bietet das Spiel 14 lineare Levels, die sich in ihrer Darstellung an populäre Western-Thematiken anlehnen, wie eine Geisterstadt, eine Mine, Schluchten usw. Zwischen den Levels wird die Handlung in, nur teilweise animierten, schwarz-weiß-roten Standbildern erzählt. Das Spiel bietet drei Spielmodi, neben der Kampagne, auch einen Arcade- und einen Duell-Modus. Im Arcade-Modus werden modifizierte Levels auf Zeit bespielt, um höchstmögliche Punkte zu erzielen.
Trotz dezent eingefügtem Cel Shading, zeigt sich Gunslinger in einer realistischen Optik. Während des Spiels erhält man durch Abschüsse, spezielle Formen des Tötens, Distanzschüsse etc. Punkte, die sich zu Kombos ausbauen lassen. In einem Menü lassen sich diese dann in Attribute investieren, um spezielle Fähigkeiten, besseren Umgang mit verschiedenen Waffen, sowie besondere Waffen freizuschalten. Nach erstmaligem Durchspielen kann man unter „Neues Spiel Plus“ mit den bereits erworbenen Fertigkeiten neu starten und erhält zudem einen weiteren Schwierigkeitsgrad. Das Spiel selbst bietet Abwechslung durch Elemente wie Quick-Time-Events oder Bullet-Time-Effekte.
In allen Levels sind 54 sogenannte Nuggets der Wahrheit versteckt, die sich unter einem Menüpunkt abrufen lassen, historische Fakten zu dargestellten Personen und Ereignissen schildern und historische Fotografien zeigen. Ironischerweise widersprechen diese historisch korrekten Schilderungen mitunter dem Spiel selbst, welches aber bewusst klischeehaft gehalten ist.
Das Besondere an dem Spiel ist, dass es in seiner Handlung und Darstellung den Schilderungen und Erinnerungen des Protagonisten folgt. Dieser hat dabei einen Hang zu Übertreibungen, Widersprüchen oder Gedächtnislücken, was sich im Spielerlebnis bemerkbar macht. Auch Einsprüche der Zuhörer machen sich so bemerkbar, was dazu führt, dass der Erzähler seine Geschichte oft während des Spielens ändert. So erwähnt Silas Greaves beispielsweise, wie er plötzlich von Apachen umstellt war, obwohl diese in diesem Level gar keine Rolle spielten. Darauf angesprochen, ändert er seine Geschichte, das Spiel spult zurück, und er erwähnt, wie er von Cowboys umstellt war, die „wie Apachen“ angriffen. Aus den dargestellten Indianern werden so wieder Cowboys.
Dialoge zwischen Erzähler und Zuhörern finden dabei während des Spieles statt. Während Silas die Toilette aufsucht, um „die einäugige Schlange zu würgen“, läuft das Spiel weiter, man ist als Spieler dann jedoch in einer Endlosschleife gefangen und läuft in diesem Level immer wieder durch denselben Waggon. Gleichzeitig lauscht man den Gesprächen der Zuhörer, wie sie über den Wahrheitsgehalt und die Person des Erzählers streiten. Derartige Elemente bietet das Spiel häufig, dass zurückgespult wird, Figuren werden ausgetauscht, Szenen aus verschiedenen Perspektiven gezeigt, stets, wenn Silas Greaves sich in Widersprüche verstrickt oder bei einer scheinbaren Lüge ertappt wird. Für den Spieler interessant zeigt sich die Darstellung im Spiel zusammen mit der Schilderung. Etwa, wenn Silas Greaves schildert, von „hunderten wütenden Indianern“ angegriffen worden zu sein, sich im Spiel aber nur ein halbes Dutzend zeigen.

## Synchronisation
| Charakter       | Sprecher          |
| --------------- | ----------------- |
| Silas Greaves   | John Cygan        |
| Molly           | Dorie Barton      |
| Ben             | Paul Eiding       |
| Jack            | Dale Inghram      |
| Dwight          | Sam Riegel        |
| Henry Plummer   | Adam Gifford      |
| Old Man Clanton | Patrick Dollaghan |
| Grauer Wolf     | Robert Greygrass  |

## Rezeption
Das Spiel erhielt überwiegend gute Kritiken, wobei vor allem die Erzählweise der Handlung, der Soundtrack und die professionelle Synchronisation hervorgehoben werden. Negativ kritisiert wurden mitunter die linearen Levels und die kurze Dauer der Hauptkampagne, wobei dem Spiel auch ein hoher Wiederspielwert zugestanden wird.
Mathias Oertel von 4Players bezeichnet gerade die Inszenierung als „grenzgeniale Idee“ und lobt, dass „die stringenten Ballereien so immer wieder durch überraschende, häufig zum Schmunzeln anregende Momente aufgewertet werden“.

„Das Zusammenspiel zwischen Erzählebene, den Zweifeln der Hörerschaft, den Anpassungen von Silas, sowie den Auswirkungen auf das Erlebnis sind mitunter sehr subtil und ließen mir immer wieder die Frage in den Kopf schießen, ob ich nun die Spielwelt beeinflusse oder die Spielwelt mich. Das wechselseitige Spiel von Gunslinger und mir ist erschreckend intensiv: Die Erzählung beeinflusst das Geschehen und meine Reaktion, das Geschehen und meine Reaktion die Erzählung.“

Auf Spiegel Online lobt Redakteur Carsten Görig besonders die selbstironische Darstellung des sehr von sich selbst überzeugten Hauptcharakters. Gerade, weil das Spiel bewusst „Cowboygarn spinnt“, sei es „von Anfang bis Ende unterhaltsam“.

„Call of Juarez: Gunslinger ist ein arcade-lastiges, stocklineares Westerngeballer, wie es im Buche steht, und will auch nix anderes sein. Mir persönlich wäre das trotz der fabelhaften Spielbarkeit und der beiden Zusatzmodi auf Dauer zu eintönig, gäbe es da nicht noch die fantastisch erzählte Geschichte von Silas Greaves. Selten ist mir ein Charakter in so kurzer Zeit so ans Herz gewachsen. Egal, wie sehr sich der alte Revolverheld auch in Widersprüche verstrickt, er findet immer wieder einen Ausweg, ohne auch nur einen Hauch seines Charmes einzubüßen. Dass Silas zudem all die legendären Figuren des wilden Westens in seine Lebensgeschichte einbaut, setzt dem Shooter-Spaß noch die Krone auf.“